# Pyrzyce
Pyrzyce (deutsch Pyritz) ist eine Kleinstadt in der polnischen Woiwodschaft Westpommern und Sitz der gleichnamigen Stadt- und Landgemeinde Gmina Pyrzyce. Die Stadt mit 13.000 Einwohnern ist auch Kreisstadt des Powiat Pyrzycki.

## Geographische Lage

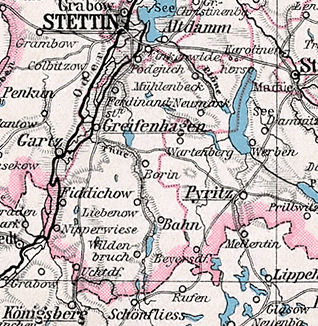
Pyritz südöstlich von Stettin auf einer Landkarte von 1905

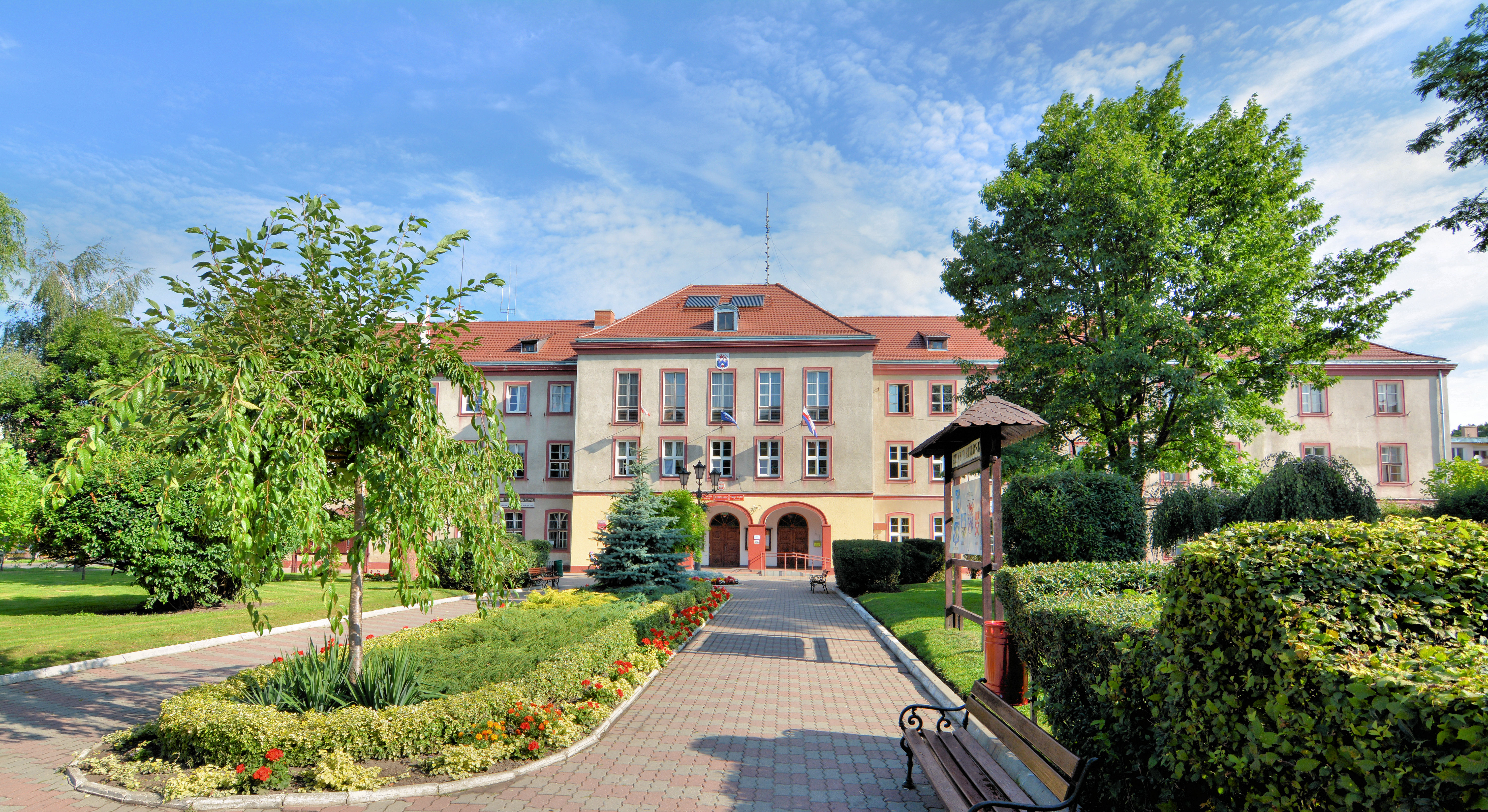
Rathaus

Die Stadt liegt im Zentralsüden Pommerns, nahe der alten Grenze zu Brandenburg in Hinterpommern, und gehört zum Einzugsgebiet von Stettin, das nur 48 Kilometer nördlich entfernt liegt. Zu den weiteren Nachbarstädten gehören Stargard (Stargard in Pommern) im Nordosten und Gorzów Wielkopolski (Landsberg an der Warthe) im Süden.
Die Stadt ist von drei Seiten von Feuchtgebieten umgeben.

## Geschichte

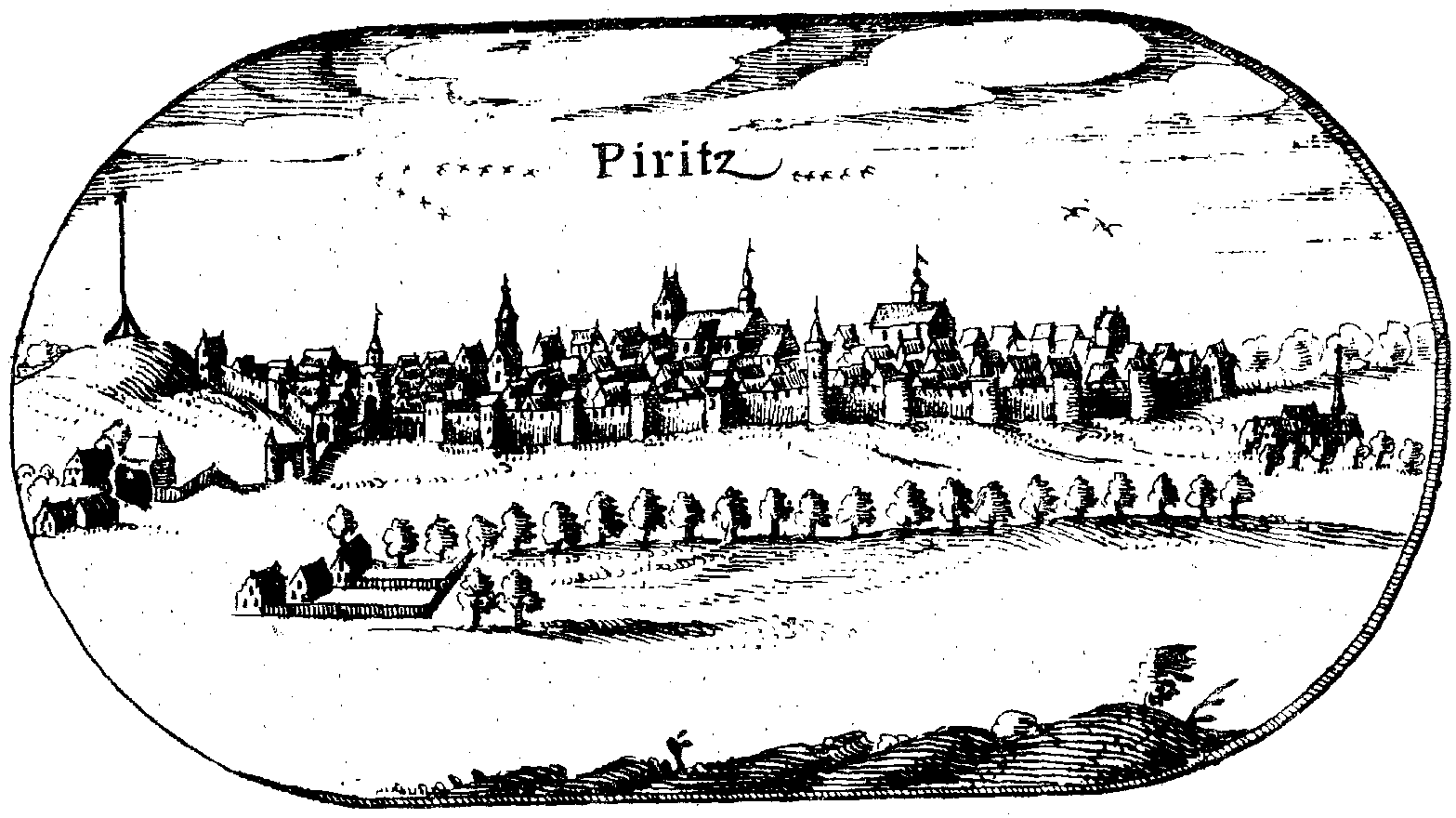
Pyritz auf der Lubinschen Karte von 1618.

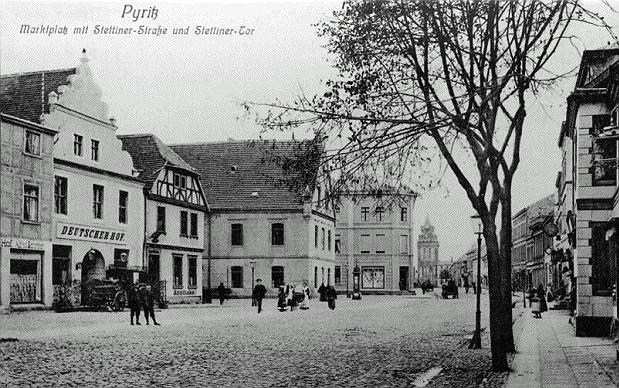
Pyritzer Markt um 1890.

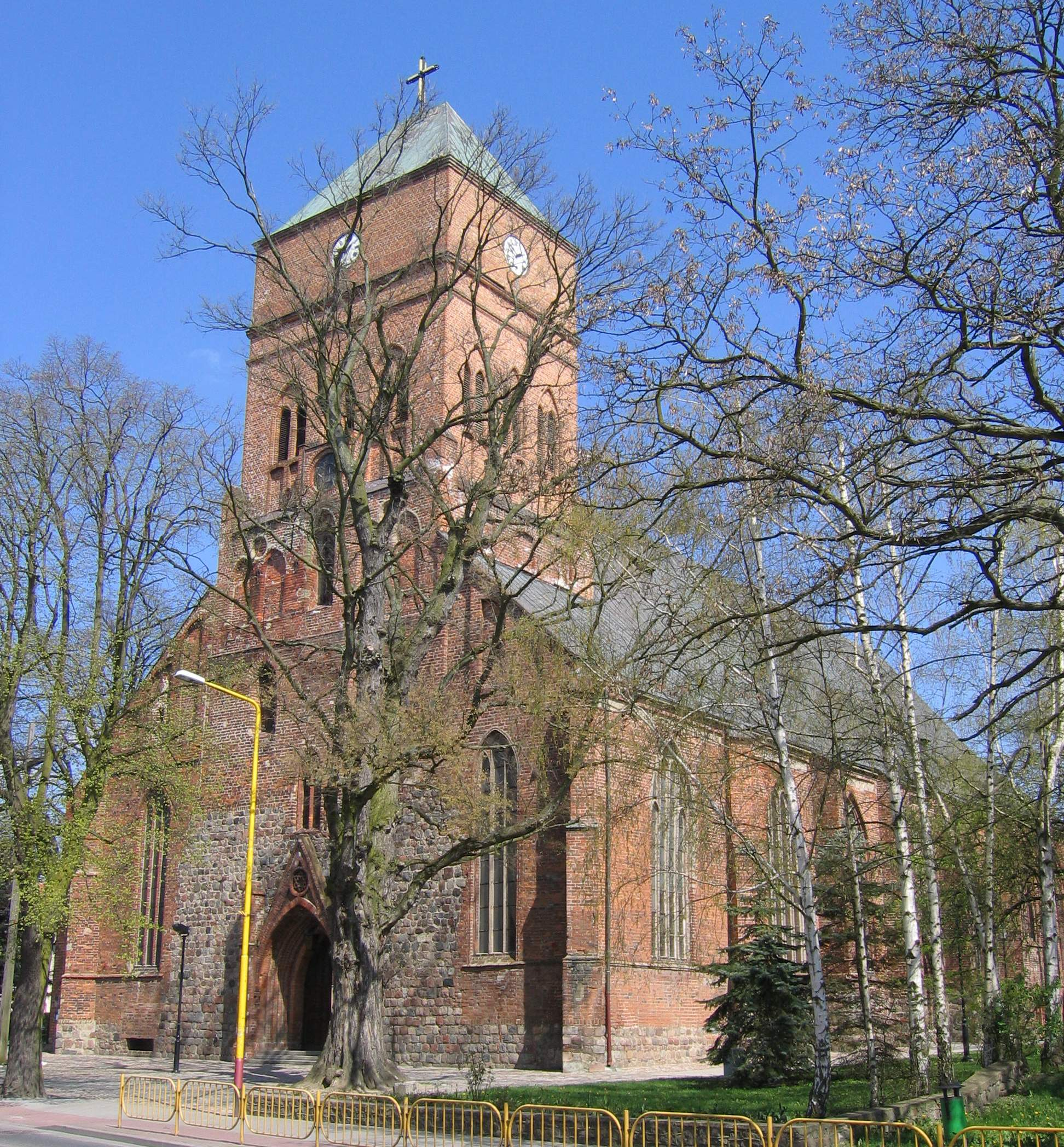
Kirche Mariä Himmelfahrt

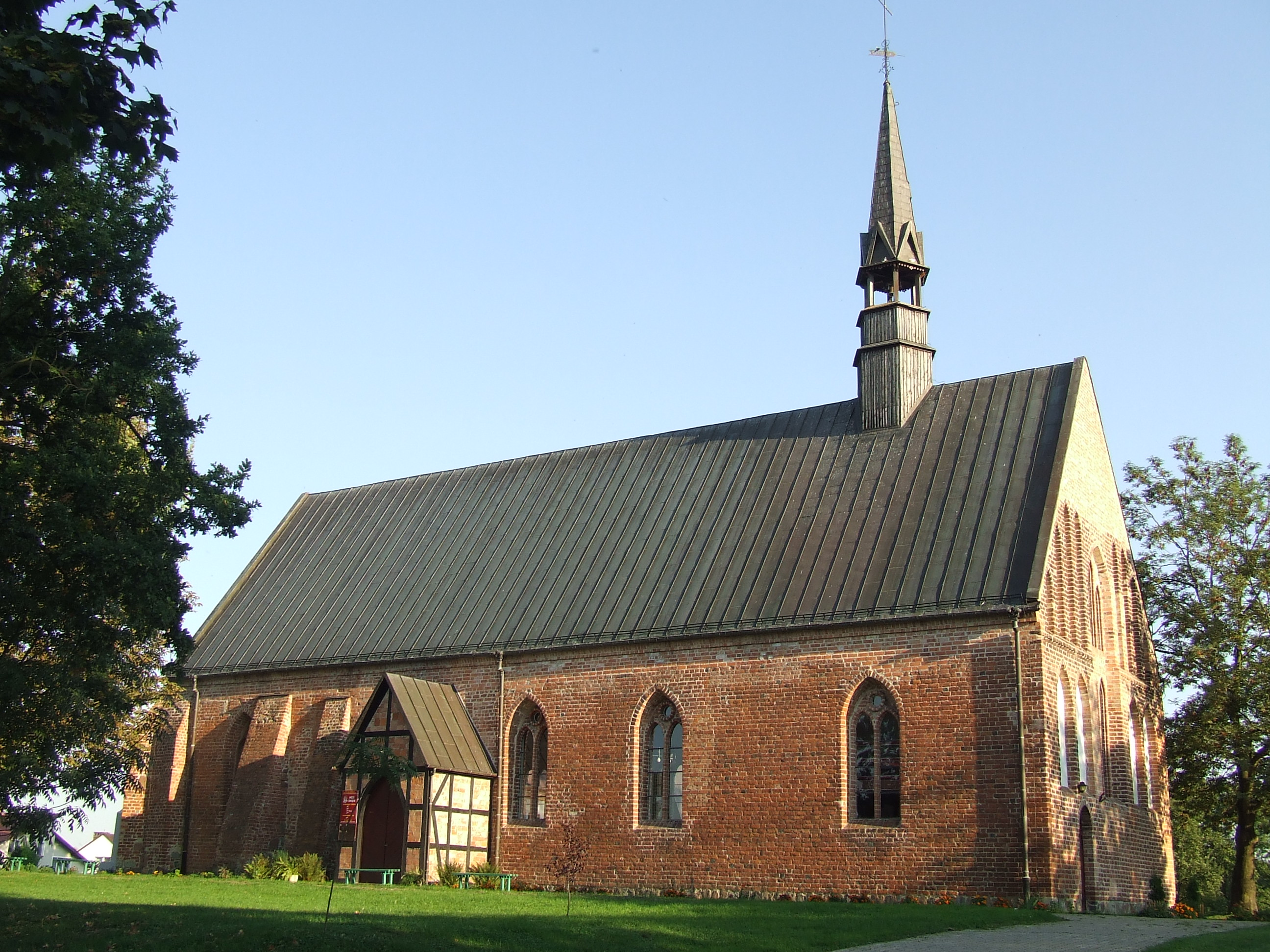
Kirche der Schmerzensreichen Muttergottes in Pyrzyce

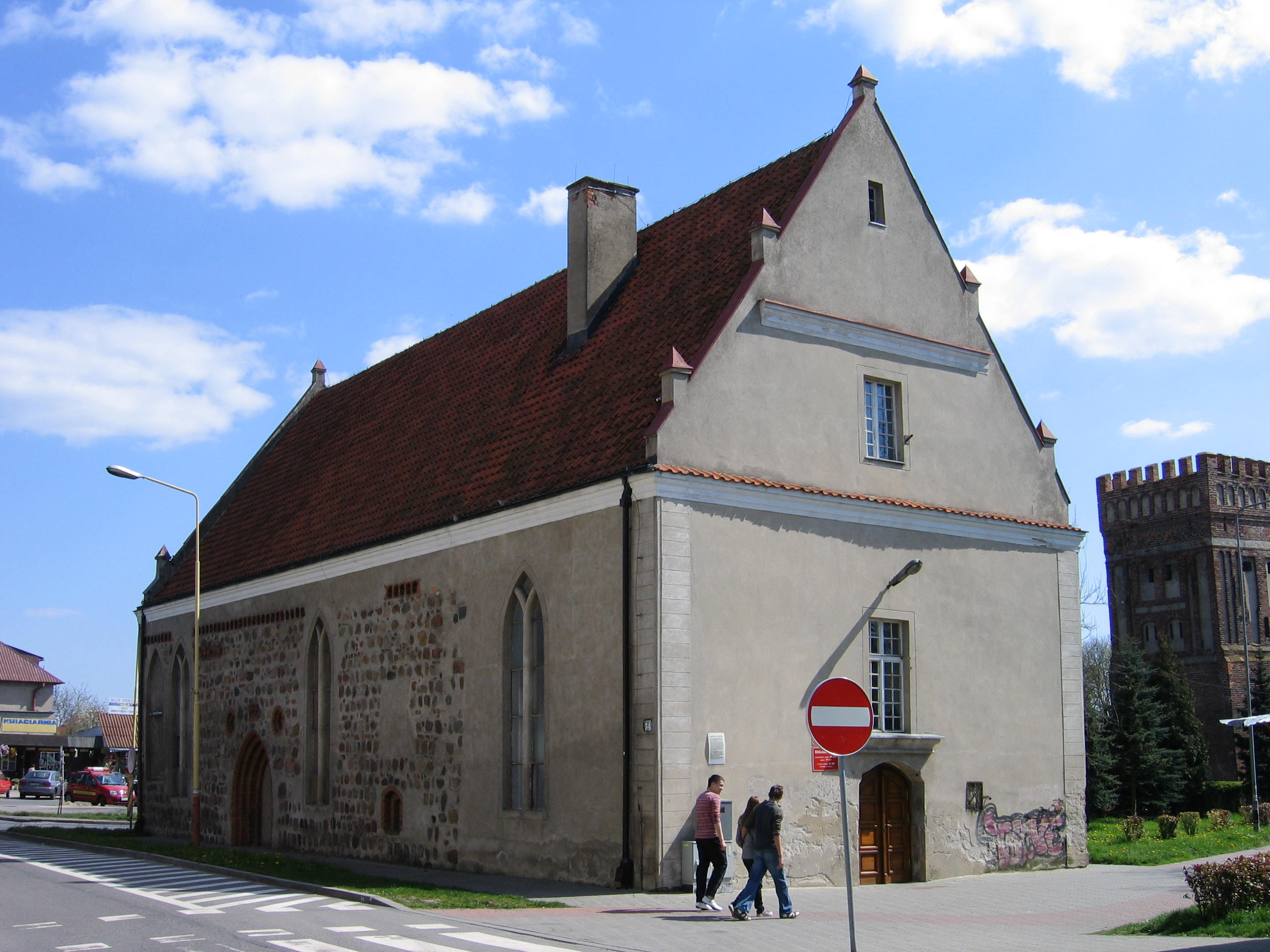
Ehemalige Heilig-Geist-Kapelle, jetzt Museum

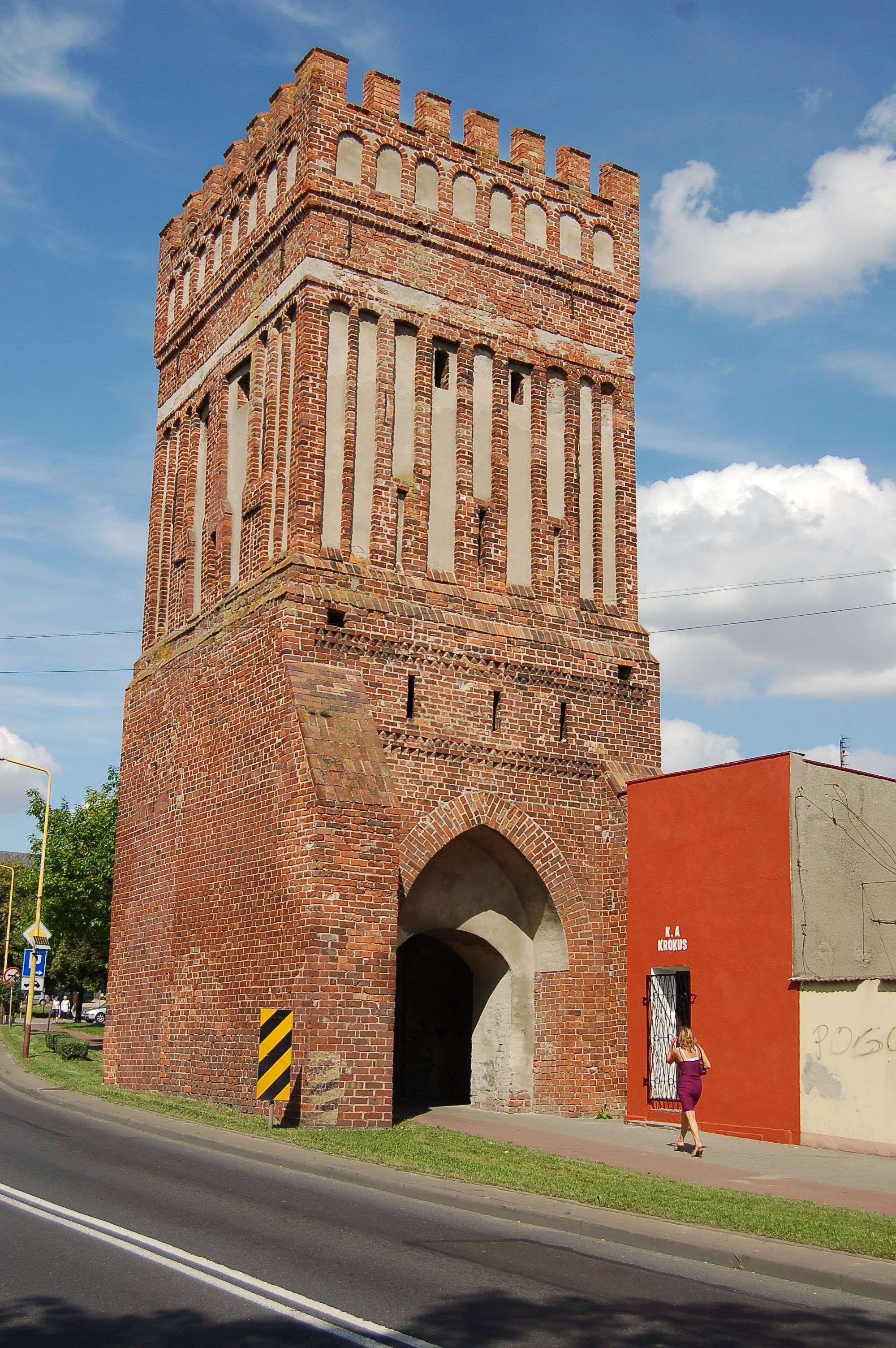
Bahner Tor (Brama Banska) im Süden der Befestigungsanlage

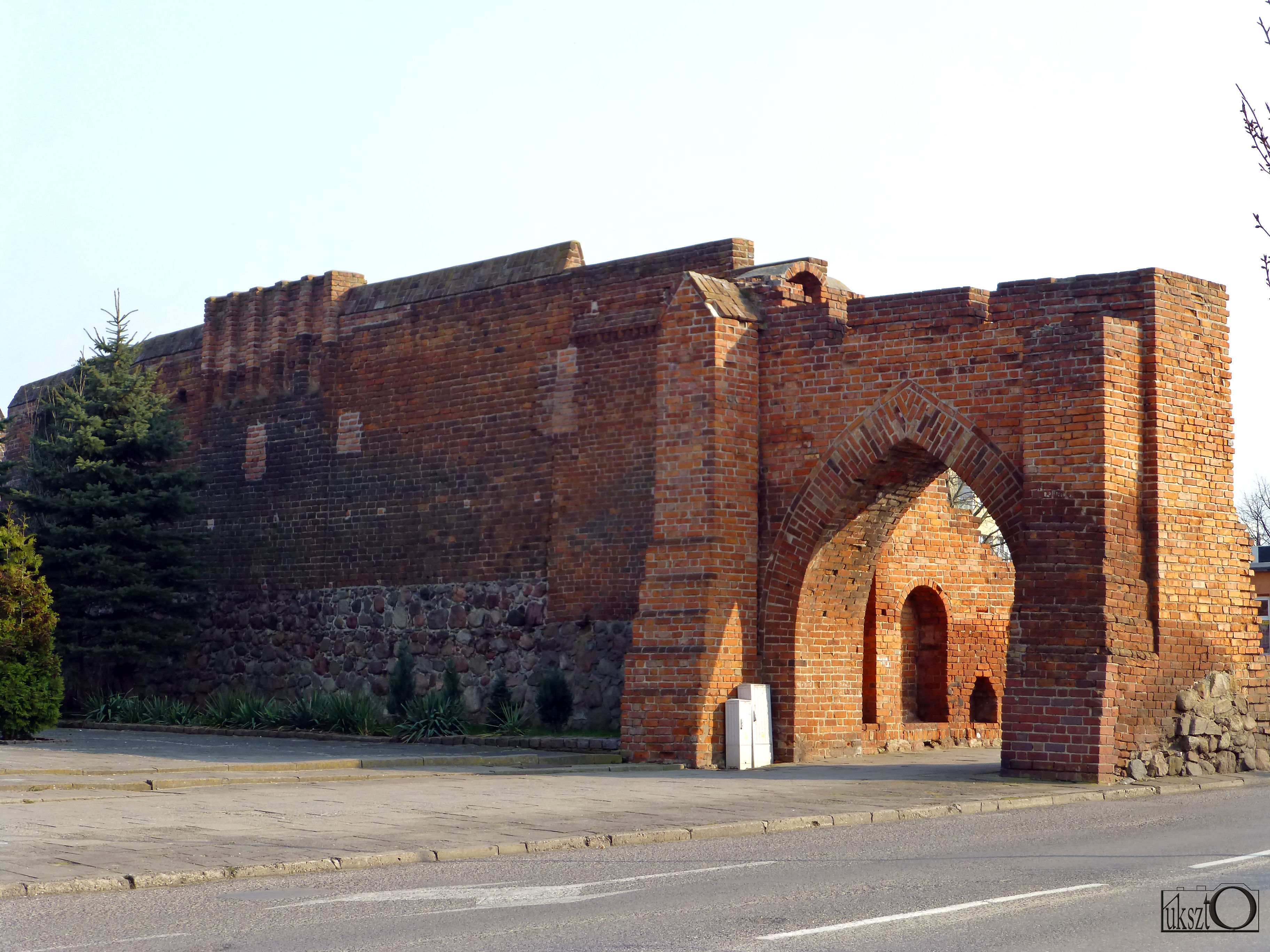
Stettiner Tor (Brama Szczecińska)

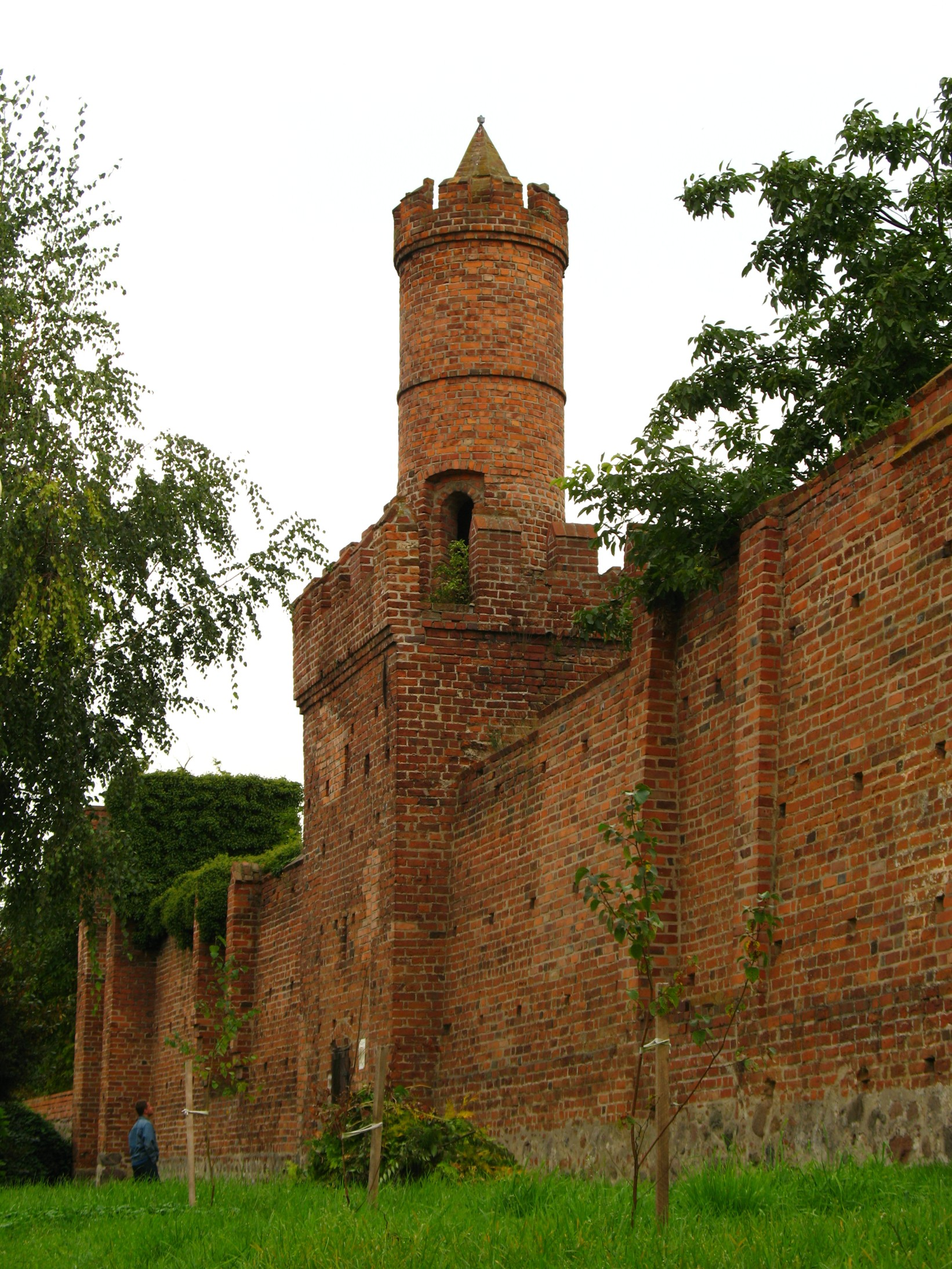
Teil der mittelalterlichen Stadtmauer

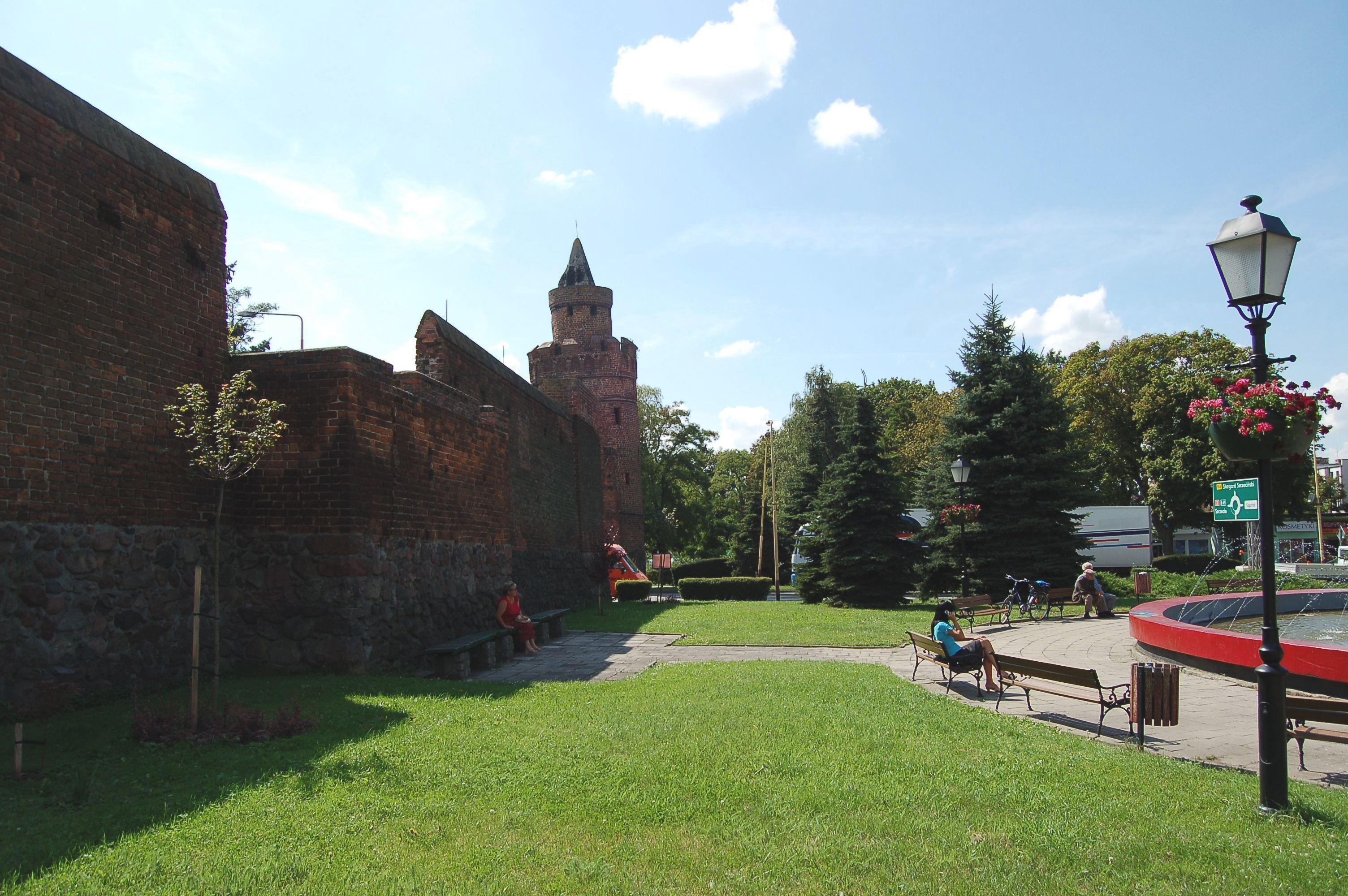
Teil der Wehrmauer und die Baszta Sowia im Norden der Befestigungsanlage

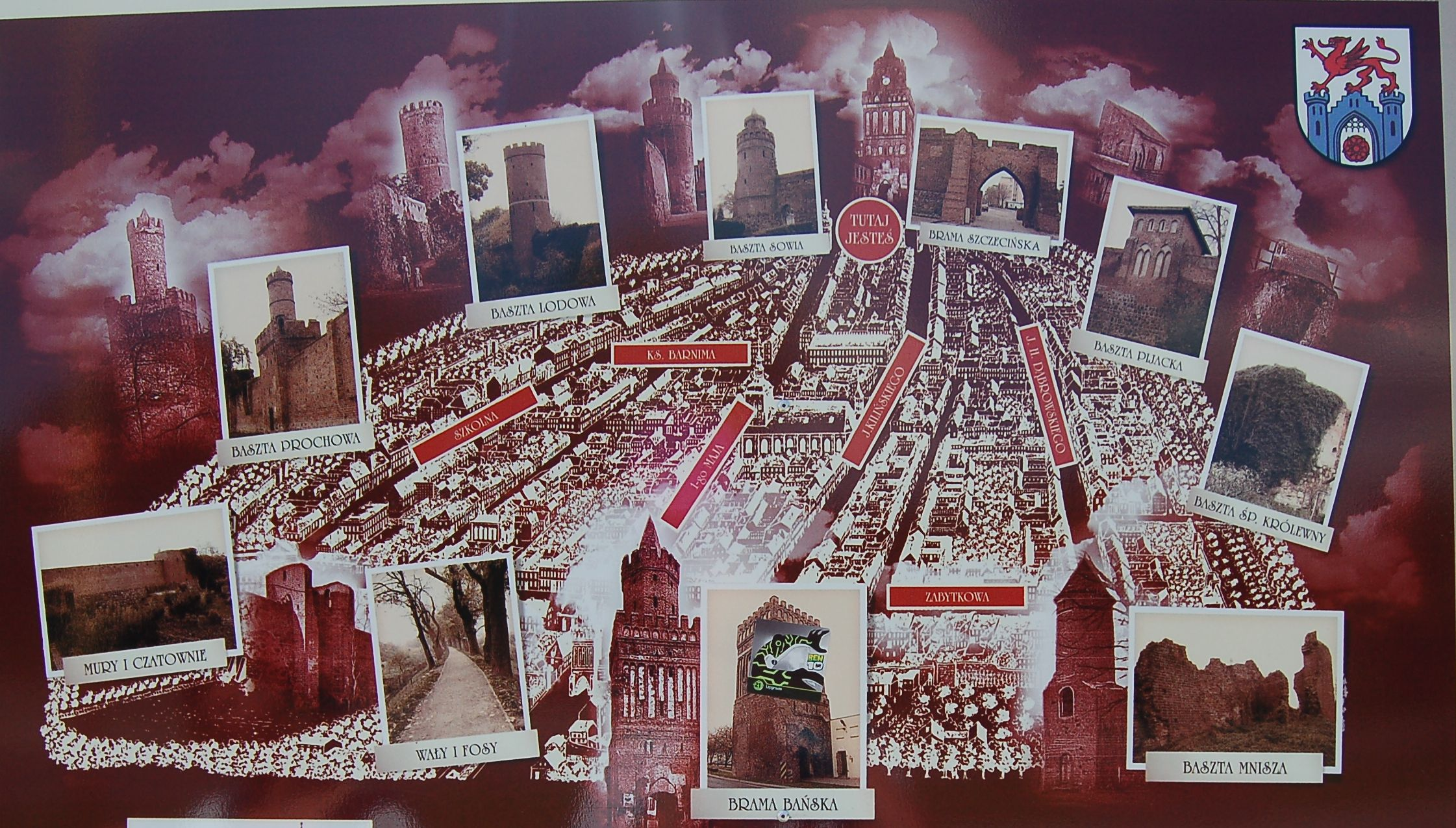
Übersicht über die noch erhaltenen Teile der Befestigungsanlage

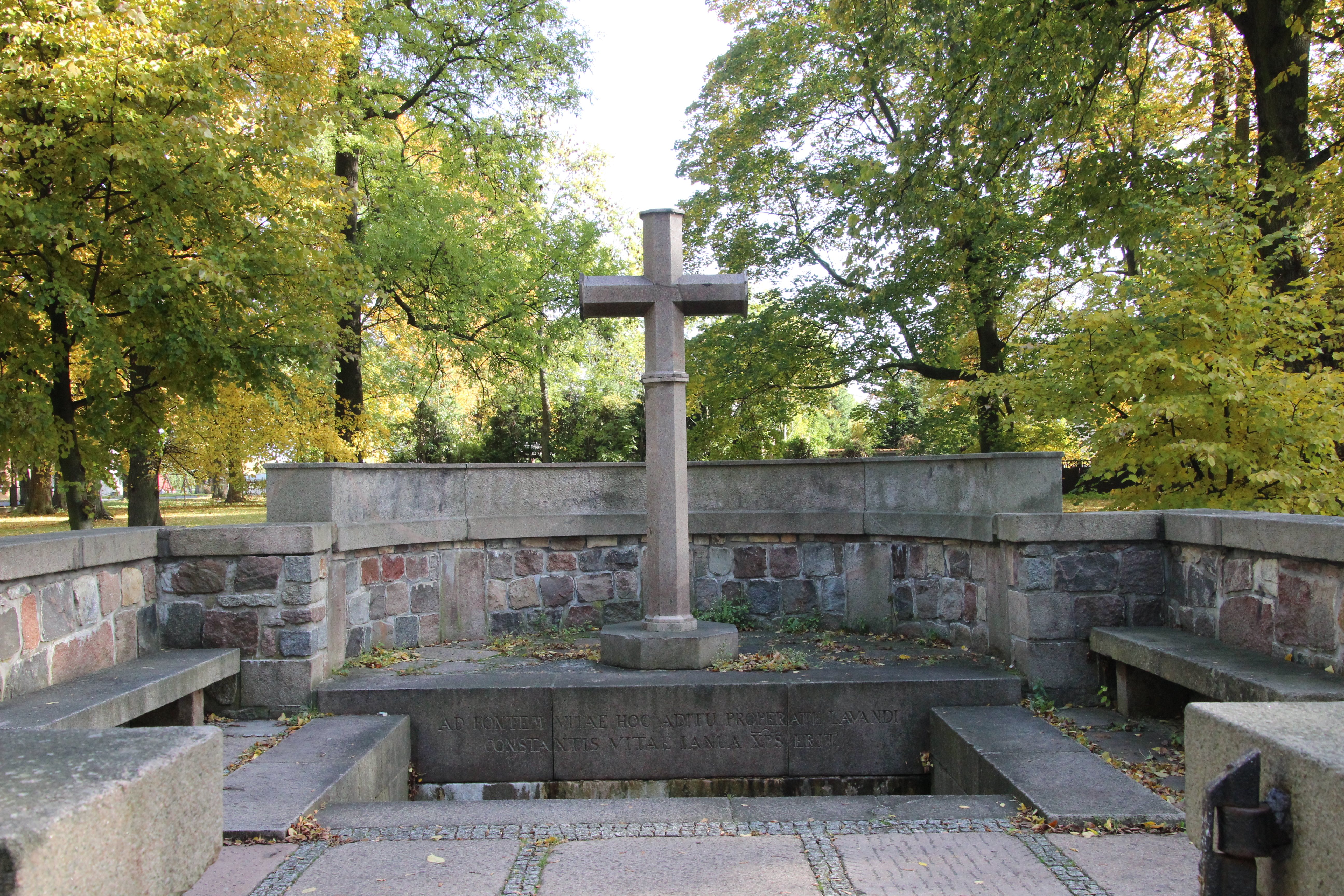
Hl. Quelle – Hl.-Otto-von-Bamberg-Brunnen

### Mittelalter und Frühe Neuzeit
Am Ort soll eine wendische Burg aus der Zeit von Wartislaw I. bestanden haben. Diese Burg lag außerhalb der späteren Stadt. Nahe der Burg lag eine wendischen Siedlung – parvus vicus –, aus der später das Dorf Altstadt wurde. Auf Bischof Otto von Bamberg beruht die erste geschichtliche Erwähnung von Pyritz. Im Jahre 1125 taufte dieser dort die ersten Pommern. Die neue Stadt wurde planmäßig etwa in Form eines Dreiecks angelegt und war schon 1253 durch einen Graben geschützt. Die Lage nahe der Neumark, die den Brandenburger Kurfürsten gehörte, führte zu häufigen Einfällen, Eroberungszügen und Besitzansprüchen der Brandenburger Herzöge.
Die älteste Kirche in Pyritz war bereits 1250 vorhanden, 1256 wurde das Augustinerinnenkloster und 1281 das Franziskanerkloster erwähnt. 1263 wurde Pyritz das Magdeburger Stadtrecht verliehen. Durch den Vertrag von Pyritz vom 26. März 1493, mit dem Pommern das Erbfolgerecht Brandenburgs anerkennen musste, rückte die Stadt in das Licht überregionalen Interesses. Ein großer Brand zerstörte 1496 beinahe die ganze Stadt, eine ähnliche Katastrophe ereignete sich genau hundert Jahre später, und noch einmal wurde Pyritz 1634 während des Dreißigjährigen Krieges Opfer einer Feuersbrunst. Zur Mitte des 18. Jahrhunderts wurden Teile der Befestigungsanlagen, die bereits um 1300 bestanden (siehe unten), beseitigt und durch Bepflanzungen, aus denen sich später Promenaden entwickelten, ersetzt.

### 19. und 20. Jahrhundert
Ab 1848 war Pyritz Sitz des Landratsamtes für den Landkreis Pyritz. Mit der Befestigung der Chausseen nach Stettin 1850 und nach Küstrin 1856 und dem Eisenbahnanschluss 1882 nahm auch Pyritz Anteil am wirtschaftlichen Aufschwung dieser Epoche. 1863 ging eine Gasanstalt in Betrieb, 1898 wurde ein Schlachthof errichtet und 1900 entstand ein zunächst privat betriebenes Wasserwerk, das 1913 an die Stadt verkauft wurde. Am Anfang des 20. Jahrhunderts hatte Pyritz zwei evangelische Kirchen (darunter die große, von 1851 bis 1853 restaurierte Moritzkirche), eine Synagoge, ein Gymnasium, ein evangelisches Schullehrerseminar, ein Fräuleinstift, ein Amtsgericht und war Industriestandort.
Im Jahr 1925 wurden 9.069 Einwohner gezählt, die auf 2.648 Haushaltungen verteilt waren.
Anfang der 1930er Jahre hatte die Gemarkung der Stadt Pyritz eine Flächengröße von 30,9 km² und auf dem Gemeindegebiet befanden sich insgesamt 826 Wohnhäuser an den sechs Wohnorten Augustenhof, Gädtkes Ziegelei, Karlshof,
Pyritz, Wasserwerk und Ziegelei Klaustein
Die wachsende Bedeutung der Stadt ließ sich an den ständig steigenden Einwohnerzahlen ablesen: Während 1830 nur 4.100 Menschen in der Stadt lebten, waren es hundert Jahre später rund 9.000 Einwohner, und zur letzten Erhebung im Jahre 1936 wurde eine Einwohnerzahl von 10.800 genannt.
Bis 1945 gehörte die Stadt Pyritz zum Landkreis Pyritz im Regierungsbezirk Stettin der Provinz Pommern.
Im Zweiten Weltkrieg verlief Ende Januar 1945 die deutsch-sowjetische Front bei Pyritz, wo heftige Kämpfe stattfanden. Ende Februar 1945 eroberte die Rote Armee das größtenteils zerstörte Pyritz und unterstellte es der Verwaltung der Volksrepublik Polen, die es in Pyrzyce umbenannte, die Einwohner vertrieb und durch Polen ersetzte.

## Demographie
| Jahr | Einwohner | Anmerkungen                                            |
| ---- | --------- | ------------------------------------------------------ |
| 1740 | 2.095     | [ 4 ]                                                  |
| 1782 | 2.122     | davon 77 Juden                                         |
| 1791 | 2.323     | davon 72 Juden                                         |
| 1794 | 2.325     | davon 72 Juden                                         |
| 1812 | 2.855     | davon 18 Katholiken und 20 Juden                       |
| 1816 | 3.126     | davon 28 Katholiken und 80 Juden                       |
| 1831 | 4.151     | davon 31 Katholiken und 203 Juden                      |
| 1843 | 4.704     | davon 42 Katholiken und 203 Juden                      |
| 1852 | 5.795     | davon 30 Katholiken und 213 Juden                      |
| 1861 | 6.501     | davon 23 Katholiken und 209 Juden                      |
| 1875 | 7.442     | [ 6 ]                                                  |
| 1880 | 8.123     | [ 6 ]                                                  |
| 1890 | 8.247     | davon 79 Katholiken und 263 Juden                      |
| 1905 | ca. 8.600 | meist Evangelische                                     |
| 1925 | 9.085     | davon 8.655 Protestanten, 130 Katholiken und 88 Juden  |
| 1933 | 10.084    | davon 9.739 Evangelische, 178 Katholiken und 87 Juden  |
| 1939 | 11.287    | davon 10.515 Evangelische, 270 Katholiken und 27 Juden |

## Sehenswürdigkeiten
Bis zu ihrer Zerstörung während der Kämpfe im Jahre 1945 hatte die Stadt Pyritz wegen ihres bis dahin erhalten gebliebenen historischen Stadtbildes den Beinamen Pommersches Rothenburg. Die Stadt war von Wehrmauern mit Wehrtürmen umgeben, von denen noch einige heute erhalten sind. Es handelt sich hierbei um Backsteinbauten mit einem Fundament aus Feldsteinen. Diese Stadtbefestigung wurde in vier Etappen erbaut:
- bis 1301: Errichtung des Mauerrings mit Wachtürmen und Pforten
- Mitte 14. Jh.: Umbau von zwei Pforten zu Toren, und drei Wachtürmen zu Wehrtürmen
- 15. Jh.: Bau von drei weiteren Wehrtürmen, Maueraufbau
- 16. Jh.: Ausbau der Befestigungen, Abschluss der Arbeiten

Die Befestigung hatte im Endausbau eine Länge von 2250 Metern und bestand aus der Wehrmauer mit einer Höhe zwischen sieben und neun Metern, zwei Toren, 44 Wachtürmen, acht überhängende Wachtürme und sechs Wehrtürmen. Zur Befestigung gehörte auch eine Doppelwallanlage und bis zu 25 Meter breite Festungsgräben die aus vier künstlichen Seen über Schleusenanlagen geflutet werden konnten.
Der Stadtbrand von 1634 ist in der Hammey, einem Stadttor in Form eines Gattertores, ausgebrochen. Die Hammey wurde anschließend wohl nicht wieder aufgebaut; jedenfalls fehlt sie in dem Stadtplan von 1723. Die heute noch erhaltenen Teile der Anlage sind (von Norden im Uhrzeigersinn): Brama Szczecińska (Stettiner Tor), Baszta Pijacka (Trinkerturm), Baszta Śpiącej Królewny, Baszta Mnisza, Brama Bańska (Bahner Tor), Mury i Czatownie, Baszta Prochowa, Baszta Lodowa (Eisturm) und Baszta Sowia. Viele der Bauten wurden im Zweiten Weltkrieg beschädigt oder zerstört, durch umfangreiche Sanierungen konnten die Befestigungsanlagen erhalten werden.
- Die bis 1945 evangelische Kirche Mariä Himmelfahrt ist die römisch-katholische Pfarrkirche der Pfarrei St. Otto in Pyrzyce. Sie wurde im gotischen Stil in der zweiten Hälfte des 13. Jahrhunderts errichtet, später umgebaut und erweitert auf drei Schiffe, einem fünfeckigen Chor und einem quadratischen Turm. Im 15. Jahrhundert wurden ein Chorumgang zum Presbyterium und Kapellen neben dem Turm gebaut, 1739 ein neuer Turm auf der Ostseite errichtet. 1945 wurde die Kirche zerstört und von 1958 bis 1966 wieder aufgebaut.

- Die Kirche der Schmerzensreichen Muttergottes ist die älteste Kirche der Stadt. Sie wurde 1260 als Klosterkirche der Augustinerinnen aus Backstein erbaut. Im 16. Jahrhundert wurde sie durch einen Brand zerstört und verfiel langsam. Ende des Jahrhunderts wurde sie wieder aufgebaut und war im 17. Jahrhundert wieder völlig verfallen. In der zweiten Hälfte des 19. Jahrhunderts wurde das Gebäude renoviert und erweitert. Am Ende des Zweiten Weltkriegs niedergebrannt, wurde sie von 1989 bis 1991 wieder aufgebaut. Am 31. Dezember 1986 wurde an der Kirche eine neue Pfarrei gegründet.

- Die ehemalige Kapelle des Heiligen Geistes wurde Ende des 13. Jahrhunderts als Krankenhauskapelle aus Granitwürfeln erbaut und zu Beginn des 15. Jahrhunderts umgebaut, weitere Umbauten fanden im 18. und 19. Jahrhundert statt. 1945 wurde das Gebäude zerstört. Von 1967 bis 1969 wurde die Kapelle für die Bedürfnisse der öffentlichen Bibliothek umgebaut. An der Nordfassade sind unter anderem das Portal im gotischen Stil und einige Details erhalten geblieben, so ein Fries aus Rosetten und Reliefs mit Tiersilhouetten. Seit August 2013 wird die Kapelle durch das Museum von Pyrzyce genutzt.

## Verkehr
Der Bahnhof Pyrzyce war Knotenpunkt der Bahnstrecke Stargard–Godków, der Bahnstrecke Pyrzyce–Głazów und der Strecken der ehemaligen Pyritzer Bahnen, die alle nicht mehr für den Bahnverkehr genutzt werden.

## Politik

### Wappen
Blasonierung: „In Silber ein von zwei Zinnentürmen beseitetes, offenes, blaues Stadttor, über dem der rote Greif schreitend schwebt, im Torbogen schwebt eine rote Rose mit goldenem Butzen.“
Das Hauptsiegel ist nur aus unsicherer Zeichnung bekannt. Das Secretvm Bvrgensivm in Piriz des 14. Jahrhunderts ist dadurch merkwürdig, dass vier Türme, vom Unterrande fächerförmig, also schief stehend aufsteigen, von denen die drei ersten Zinnen zeigen, der linke Eckturm aber spitzbedacht ist, über den vorderen drei schreitet der Greif. Die Rose, die das Münzzeichen war, fehlt diesem Siegel noch, erscheint aber seit dem mit 1543 datierten Siegel stets im Tore.

### Städtepartnerschaften
- Bad Sülze (Deutschland, Mecklenburg-Vorpommern)
- Goleniów (Gollnow) (Polen)
- Korbach (Deutschland, Hessen)
- Seebad Ueckermünde (Deutschland, Mecklenburg-Vorpommern)
- Vysoké Mýto (Hohenmaut) (Tschechien)
- Złocieniec (Falkenburg), Polen[10]

## Persönlichkeiten

### Ehrenbürger
- Karl Gützlaff (1803–1851), Missionar in Fernost, (Ehrenbürger 1850)

### Söhne und Töchter der Stadt
- Joachim Stephani (1544–1623), deutscher Rechtswissenschaftler und Professor an der Universität Greifswald
- Matthias Stephani (1570–1646), deutscher Rechtswissenschaftler und Professor an der Universität Greifswald
- Franz von Güntersberg (1618–1679), brandenburgischer Geheimer Rat, Hauptmann im Amt Rügenwalde, Dekan des Domkapitels Cammin
- Samuel Starck (1649–1697), deutscher lutherischer Theologe und Professor an der Universität Rostock
- Herrmann Friedrich David Bauer (1754–1822), Jurist und Beamter
- Carl Friedrich Ferdinand von Strantz (1774–1852), österreichischer und preußischer Offizier, Ritter des Pour le Mérite
- Ludwig von Strantz (1780–1856), preußischer Generalleutnant und Kommandant von Breslau
- Karl Gützlaff (1803–1851), Missionar in Fernost
- Friedrich Brunold (1811–1894, eigentlicher Name August Ferdinand Meyer), märkischer Dichter
- Salomon Neumann (1819–1908), Arzt und Gründer der Berliner „Hochschule für die Wissenschaft des Judentums“
- Bernhard Stoewer (1834–1908), deutscher Mechaniker und Unternehmer
- August Munckel (1837–1903), Reichstags- und Landtagsabgeordneter
- Rosalie Schoenflies (1842–1916), deutsche Frauenrechtlerin
- Gustav Jacobsthal (1845–1912), deutscher Musikwissenschaftler und Komponist
- Gustav Hirschfeld (1847–1895), deutscher Klassischer Archäologe
- Otto Gerstenberg (1848–1935), deutscher Unternehmer und Kunstsammler, Generaldirektor der Victoria-Versicherung
- Wilhelm Gemoll (1850–1934), deutscher Lexikograph, Herausgeber eines griechisch-deutschen Wörterbuches
- Paul Strübing (1852–1915), deutscher Internist und Hochschullehrer
- Fritz Pfuhl (1853–1913), deutscher Lehrer und Botaniker
- Otto Hintze (1861–1940), deutscher Historiker
- Selma von Lengefeld (1863–1934), deutsche Akademikerin und Frauenrechtlerin
- Karl Krösell (1865–1933), deutscher Politiker und Reichstagsabgeordneter (DRP)
- Hans Völcker (1865–1944), deutscher Maler
- Hans Weddo von Glümer (1867 – nach 1915), deutscher Bildhauer
- Georg Meyer-Steglitz (1868–1929), deutscher Bildhauer, Bruder des Bildhauers Martin Meyer-Pyritz
- Martin Meyer-Pyritz (1870–1942), deutscher Bildhauer, wurde wegen seiner gelungenen Tierplastiken als ‚Tiermeyer‘ bekannt, Bruder des Bildhauers Georg Meyer-Steglitz
- Emil Gesche (1871–1966), deutscher Kaufmann und Honorarkonsul auf Madeira
- Ernst Schlütter (1884–1960), deutscher Jurist und Ministerialbeamter
- Robert Grabow (1885–1945), deutscher Politiker (DNVP), Oberbürgermeister von Rostock
- Robert Sennecke (1885–1940), deutscher Pressefotograf und Marathonläufer
- Siegfried Marseille (1887–1944), deutscher Generalmajor und Kommandeur einer Standort-Kommandantur
- Otto Eckert (1891–1940), deutscher evangelischer Geistlicher, führendes Mitglied der Deutschen Christen
- Kurt Schulze (1894–1942), deutscher Widerstandskämpfer (Rote Kapelle)
- Karl Eckert (1895–nach 1935), deutscher Theologe und Politiker (NSDAP), MdL
- Robert Schulz (1900–1974), deutscher Politiker (NSDAP) und SS-Brigadeführer
- Friedhelm Kemper (1906–1990), deutscher Politiker (NSDAP)
- Ernst Karl Rößler (1909–1980), deutscher Pfarrer, Organist, Komponist und Orgelsachverständiger
- Margarete Neumann (1917–2002), deutsche Schriftstellerin und Lyrikerin
- Hartmut Gese (* 1929), deutscher evangelischer Theologe, Professor für Altes Testament
- Jost Delbrück (1935–2020), deutscher Völkerrechtler und Präsident der Christian-Albrechts-Universität zu Kiel
- Bernd Faulenbach (1943–2024), deutscher Historiker, Honorarprofessor an der Ruhr-Universität Bochum
- Paweł Januszewski (* 1972), polnischer Leichtathlet

### Weitere Persönlichkeiten, die mit der Stadt in Verbindung stehen
- Eugen Lasch (1870–1911), deutscher Musiker und Komponist, von 1904 bis 1911 Lehrer, Organist der Mauritiuskirche und städtischer Musikdirektor
- Arnold Koeppen (1875–1940), deutscher Lehrer und Schriftsteller, von 1903 bis 1930 Konrektor des Lyzeums